# Phyllomys dasythrix
Phyllomys dasythrix es una especie de roedor de la familia Echimyidae.

## Distribución geográfica
Se encuentra en Sudamérica: Brasil, Paraná, Santa Catarina y Río Grande do Sul.